# Eigilia
Eigilia è un genere estinto di pesci ossei a pinne raggiata (Actinopterygii) vissuto durante il Roadiano (Guadalupiano, Permiano medio) nell’attuale Kazakistan. Il genere comprende una sola specie nota, Eigilia nielseni.

## Descrizione
Eigilia era un pesce osseo arcaico, dal corpo affusolato e relativamente slanciato. Il genere Eigilia presenta alcune caratteristiche distintive. Tra queste, il lacrimale contribuisce al margine orale; è presente l’anteopercolare; il raggio branchiostegale dorsale più alto ha dimensioni simili a quello precedente; le scaglie sono ornate con creste diagonali curve e presentano margini posteriori seghettati.

## Classificazione
Eigilia nielseni, il cui nome è un omaggio al paleoittiologo Eigil Nielsen, venne descritto per la prima volta nel 1977 da Kazantseva-Selezneva, sulla base di resti fossili ritrovati nella Formazione Verka, situata nell’attuale Kazakistan, che rappresenta un ambiente d’acqua dolce del Permiano medio.
Eigilia è considerato il genere tipo della famiglia Eigiliidae, all'interno del gruppo parafiletico dei Palaeonisciformes. Un altro rappresentante della famiglia è Strelnia.